# Bullied to Death
Pour plus de détails, voir Fiche technique et Distribution.
Bullied to Death est un film italo-américain  écrit et réalisé par Giovanni Coda, sorti en 2016.
Le film, tourné en Italie et interprété en anglais par l'acteur américain Tendal Mann, a été présenté par le réalisateur et projeté en avant-première nationale au Festival du film gay et lesbien de Turin édition 2016. Bullied to Death est le deuxième épisode de la trilogie sur violence fondée sur le genre initié par le réalisateur avec le film Il Rosa Nudo.

## Synopsis
Le film est inspiré par l'histoire vraie d'un jeune Américain de quatorze ans qui se suicida à la suite d'une séquence dramatique de graves actes d’intimidation à l’école et de la cyber-intimidation à laquelle il est soumis sur les réseaux sociaux. Cette histoire  est liée à celle d'autres adolescentes gays, lesbiennes et trans, victimes d'agressions homophobes, tués ou induits à se suicider dans différentes parties du monde. Le 17 mai 2071, soixante ans après la mort du jeune protagoniste lors de la Journée mondiale de lutte contre l'homophobie, un groupe d'artistes se trouve uni dans une performance commémorative qui va traverser toute la journée.

## Fiche technique
Sauf mention contraire, cette fiche technique est établie à partir d'IMDb.
- Titre : Bullied to Death
- Réalisation : Giovanni Coda
- Musique: Maddalena Bianchi, Cosimo Morleo, Les Sticks Fluo, Arnaldo Pontis, Marco Rosano, Irma Toudjian
- Production : Zena Film , Atlantis Moon
- Pays de production : Italie, États-Unis
- Langue : Anglais avec sous-titres Italien
- Genre : Drame Cinéma expérimental, Docufiction, Film biographique
- Durée : 75 minutes
- Date de sortie : 2016

## Prix et sélections officielles
- Sélection officielle au  Festival du film gay et lesbien de Turin 2016, Italie[2].
- Sélection officielle au XX V-Art Festival Internazionale Immagine d'Autore, Cagliari, Italie.
- Sélection officielle au 30° Festival Mix, Milan, Italie[3].
- Best Avant-Garde Innovation Award au Melbourne Documentary Film Festival 2016, Australie[4].
- Sélection officielle au Macon Film Festival 2016, USA[5].
- Jury Special Mention au Iris Prize Festival 2016, Cardiff, U.K.
- Film of the Week au Amsterdam New Renaissance Film Festival 2017, Amsterdam, NL.
- Special Mention Best Female Performance à Assunta Pittaluga au Italian Film Festival 2016, Cardiff, U.K.
- Special Mention Best Male Performance à Sergio Anrò au Italian Film Festival 2016, Cardiff, U.K.
- Jury Special Mention au Los Angeles Underground Film Festival, Los Angeles, USA.
- Prix du meilleur long métrage au Omovies Festival, Nápoles, Italie.
- Prix du meilleur long métrage au L'Aquila LGBT Film Festival, L'Aquila, Italie.
- Humanity Award 2017 au Amsterdam New Renaissance Film Festival 2017, Amsterdam, NL.